# 艾克西里昂二世
艾克西里昂二世（Ecthelion Ⅱ）是英國作家約翰·羅納德·鲁埃爾·托爾金（J.R.R. Tolkien）的史詩式奇幻說《魔戒三部曲》中的虛構人物。
他是剛鐸（Gondor）第二十五任攝政王（Ruling Steward），任內為未來魔多（Mordor）發動大戰作準備。

## 名字
艾克西里昂（Ecthelion）一名來自辛達語，名字與第一紀元一位貢多林的精靈同名，意思是「矛之尖」Spear-point或「噴泉」Fountain。

## 總覽
艾克西里昂是剛鐸的登丹人（Dúnedain）。他屬於胡林家族（House of Húrin），父親是剛鐸攝政王特剛（Turgon）。不清楚他有沒有任何兄弟姊妹。他的兒子是迪耐瑟（Denethor）。
他是第二十五任剛鐸攝政王。艾克西里昂是一位睿智且有遠見的人，在他上任前兩年索倫（Sauron）公開重生，故此他運用所有的資源為未來對抗魔多做準備。他招募勇將加入他的旗下，其中包括化名索龍哲爾（Thorongil）的亞拉岡（Aragon）。
雖然他不清楚索龍哲爾的真正身份，但艾克西里昂重用索龍哲爾，不但按照他的建議而親近灰袍甘道夫（Gandalf）、疏遠白袍薩魯曼（Saruman），更讓他領兵為剛鐸立下多次勝利。除此之外，他亦下令建設了許多防禦工事，在凱爾安卓斯（Cair Andros）和佩拉格（Pelargir）增設防務。
他是生於第三紀元2886年，死於2984年，享年98歲。

## 生平
艾克西里昂生於第三紀元2886年，大概是在米那斯提力斯（Minas Tirith）。2953年，他的父親特剛逝世，由艾克西里昂繼承宰相之位。
他統治時，索龍哲爾說服艾克西里昂讓他率領一支小艦隊奇襲昂巴（Umbar），焚燬許多敵軍的戰船，並殺了敵人的港區司令，取得大勝，讓昂巴海盜承受至魔戒聖戰（War of the Ring）爆發時仍未恢復過來的損失，為未來大戰作預備。戰後索龍哲爾寫信向艾克西里昂辭別，並離開剛鐸，這使賞識他的艾克西里昂和許多敬重他的剛鐸人都感到十分可惜。
第三紀元2984年，艾克西里昂去世，結束31年的統治，由他的兒子迪耐瑟繼位。

## 資料來源
1. 1 2 3 4 5 6  《中土世界的歷史》 Vol.12《中土世界的民族》 "The Heir of Elendil"
2. ↑  .   [2011-10-27]. （原始内容存档于2021-01-26）.
3. 1 2 3 4 5 6  《魔戒三部曲》 2001年 聯經初版翻譯 附錄一帝王本紀及年表

| 前任： 特剛 | 剛鐸宰相及攝政王 | 繼任： 迪耐瑟二世 |